# Терминология свидетелей Иеговы
Терминология свидетелей Иеговы — терминология, используемая свидетелями Иеговы в ходе своей религиозной деятельности. Ниже приведён неполный список составляющих её понятий с пояснениями.
| # А Б В Г Д Е Ё Ж З И К Л М Н О П Р С Т У Ф Х Ц Ч Ш Щ Э Ю Я |

## Общепринятая христианская терминология в терминах свидетелей Иеговы
- Ветхий Завет — «Еврейско-арамейские Писания» или «Еврейские Писания».
- Новый Завет — «Христианские Греческие Писания» или «Греческие Писания».

## А
Армагеддон (в «Переводе нового мира» «Хар-Магедон», перевод с иврита — «гора Мегиддо», название, встречающееся в книге Откровение) — заключительная фаза «великого бедствия», во время которого Бог разрушит современную политическую систему и уничтожит всех нечестивых. После Армагеддона на земле должно быть установлено правление Царства Бога и восстановлен Рай.

## Б
Брат/сестра — член собрания свидетелей Иеговы; данное обращение иногда может применяться также к некрещёным возвещателям и к некоторым интересующимся. По отношению к старейшинам и членам Руководящего совета также употребляется обращение «брат».

## В
Великое бедствие (тж. «великая скорбь» (Матфея 24:21)) — событие, которое начнётся со всемирного уничтожения властями ложной религии, затем последует нападение властей на самих свидетелей Иеговы, а в завершении великого бедствия произойдет Армагеддон.
Великое множество — только те из других овец, которые своими глазами увидят «великое бедствие» и переживут его.
Верный и благоразумный раб — собирательное название для членов руководящего совета. Основывается на действующем ныне истолковании стихов из Евангелия от Матфея 24:45-47. До 2012 года применялось для всего класса помазанников из числа свидетелей Иеговы.
Вефиль — транскрипция еврейского слова «Бет-Эль» (встречающегося в Библии) — «Дом Бога». Комплекс жилых, производственных и офисных зданий и сооружений, на территории которого чаще всего находится филиал свидетелей Иеговы и/или типография.
Вефилец — доброволец, служащий в Вефиле и выполняющий работу, связанную с деятельностью либо самого Вефиля, либо с деятельностью организации свидетелей Иеговы. Вефильцы работают в типографиях, на фермах, в различных отделах филиалов и т. д. Сотрудники Вефиля не получают заработную плату, а обеспечиваются всем самым необходимым (жильём, одеждой, питанием и небольшими средствами на карманные расходы).
Вечеря Господня или Вечеря воспоминания смерти Христа — ежегодная памятная встреча, связанная со смертью Иисуса Христа. Отмечается один раз в год в день иудейской Пасхи после захода солнца (14 нисана по еврейскому календарю, соответствует марту-апрелю). Это единственный день в году, отмечаемый всеми свидетелями Иеговы. В этот день все свидетели Иеговы, и некоторые приглашённые собираются на торжественные собрания, на которых можно услышать речь, освещающую жизнь, служение и смерть Иисуса Христа. На встрече из рук в руки передаются пресный хлеб и сухое красное вино, которые едят и пьют только те, кто считают себя помазанниками.
Возвещатель — тот, кто участвует в организованной проповеднической деятельности свидетелей Иеговы и сдаёт о ней отчёты.
Встреча для проповеднического служения — встреча свидетелей Иеговы перед проповедническим служением, которая длится 5-7 минут.

## Г
Галаад — школа, подготавливающая миссионеров в рамках пятимесячного курса.
Группа для проповеднического служения — часть собрания свидетелей Иеговы, которая состоит примерно из 10-20 возвещателей, собирающихся на встречи для проповеднического служения один раз в неделю. Как правило, в собрании несколько таких групп. Возглавляется группа надзирателем или служителем (в том случае, если он не старейшина).

## Д
Другие овцы — верные служители Бога, которые после Армагеддона будут жить на райской земле под правлением Иисуса Христа. В их число входят члены «великого множества», а также воскресшие дохристианские служители Бога с «земной надеждой».

## Е
«Еврейско-арамейские Писания» или «Еврейские Писания» — название первой части «Перевода нового мира», в которую входят книги от Бытия до Малахии, традиционно называемые в христианстве «Ветхий Завет». См. также структура «Перевода нового мира».

## З
Заинтересованный или Интересующийся — человек, проявивший интерес к проповеди свидетелей Иеговы, с которым они поддерживают отношения, как правило, посещая его по месту жительства и проводя беседы на библейские темы или изучение Библии.
Зал Царства — сооружение, напоминающее лекционный зал вместимостью около 100 мест и предназначенное для проведения встреч свидетелей Иеговы.
Зал конгрессов — сооружение, напоминающее лекционный зал вместимостью до нескольких тысяч мест и предназначенное для проведения конгрессов свидетелей Иеговы.
Земная надежда — надежда жить на райской Земле после Армагеддона или воскресения.

## И

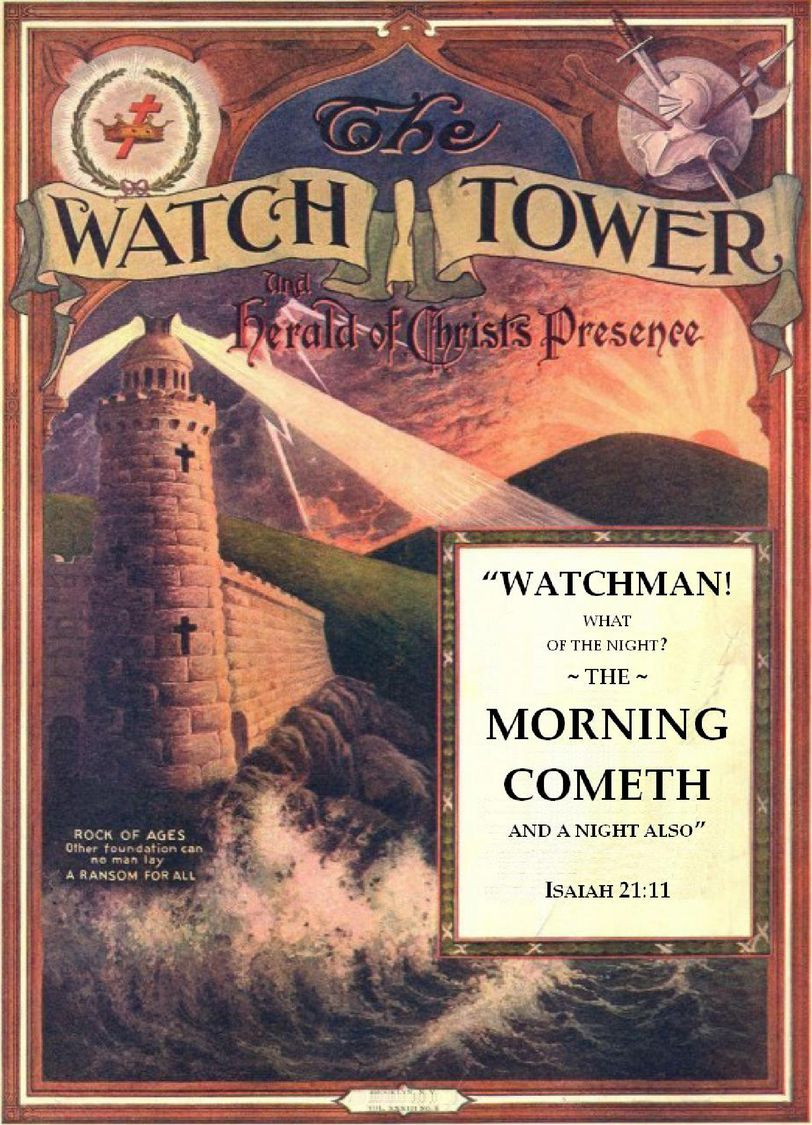
«Сторожевая башня» от 1 января 1912 года

Изучение Библии в собрании — часть программы на общем еженедельном собрании свидетелей Иеговы, во время которой проходит изучение Библии по одной из публикаций свидетелей Иеговы. Изучение проходит так же как и изучение Сторожевой башни.
Изучение «Сторожевой башни» — часть программы на общем еженедельном собрании свидетелей Иеговы, во время которой проходит обсуждение одной из статей журнала «Сторожевая башня» при помощи напечатанных в журнале вопросов. В обсуждении могут принимать участие все желающие, кроме возвещателей, находящихся под ограничениями и исключённых из собрания.
Исключение (из собрания) — исключение из организации крещёного свидетеля Иеговы. Осуществляется по заключению правового комитета. Применяется в тех случаях, если свидетель Иеговы совершает тяжёлый грех и не показывает (с точки зрения старейшин — участников правового комитета) плодов раскаяния. Аналогичная мера взыскания применяется в случае отступничества.

## К

Конгресс свидетелей Иеговы в Дортмунде (Германия)

Класс Иоанна — смотри помазанник
Конгресс — большая встреча свидетелей Иеговы какого-либо региона. Для конгрессов, как правило, арендуется вместительное помещение или стадион либо они проходят в специально предназначенных для этого залах конгрессов. Конгрессы бывают районные, региональные, специальные и международные. Как правило, программа конгресса рассчитана на 1-3 дня, международные до 5 дней. Во время конгресса старейшины собраний, надзиратели и руководители филиала выступают с речами, конспекты которых предоставляются Руководящим советом через филиалы.
Крещение — обряд, во время которого человека однократно погружают в воду. Крещение у свидетелей Иеговы символизирует посвящение Богу и присоединение к организации.

## Л
Лишение общения — этот термин больше не используется, вместо него теперь используют слово «исключение».

## М
Миссионер — Свидетель Иеговы, переезжающий в другую страну для распространения их учений.

## Н
Надзиратель — то же самое, что и старейшина. Перевод греческого слова, означающего «обращать внимание», «следить за порядком», «присматривать» (в синодальном переводе «епископ»). Это слово связано с обязанностью старейшин осуществлять надзор за христианским собранием. В Новом Завете имеет оттенок заботы и попечения. Обычно не используется самостоятельно, а в словосочетании, указывающем на определённый круг обязанностей, за которыми нужно присматривать. Например, служебный надзиратель, районный надзиратель, надзиратель типографии и т. д.
Надзиратель группы для проповеднического служения — старейшина, руководящий одной или несколькими группами для проповеднического служения.
Неактивный христианин — свидетель Иеговы, не участвующий в проповеди и не сдающий о ней отчёт на протяжении 6 месяцев.
Небесная надежда — надежда помазанников (144 000) жить на «небе» в духовном теле и соцарствовать с Иисусом Христом.
Hекрещёный возвещатель — тот, кто участвует в организованной проповеднической деятельности свидетелей Иеговы и сдаёт о ней отчёты, но пока ещё не прошёл обряд крещения.
Новый Мир — восстановленный на Земле Рай.
Нерегулярный возвещатель — свидетель Иеговы, не участвовавший в проповедническом служении или не сдавший отчёт хотя бы в одном из шести последних месяцев.

## О
Область — территориальная единица свидетелей Иеговы, существовавшая до 2014 года, состоящая из нескольких районов и находящаяся под надзором областного надзирателя.
Областной надзиратель — разъездной надзиратель, который служит председателем районных конгрессов в нескольких районах, образующих область. Он также посещает собрания вместе с районным надзирателем, выступая с речами и участвуя в проповедническом служении с местными свидетелями Иеговы. Эта должность упразднена в 2014 году, в связи с ликвидацией областей.
Общий пионер — пионер, проповедующий не менее 600 часов в год. Термин устарел. На данный момент этого возвещателя принято называть «Пионер».
Отступничество — «распространение ложных учений, поддержка или поощрение ложной религии и её праздников или межконфессиональные действия; действия, направленные против истинного поклонения Иегове или порядка, который Он установил среди Своего посвятившегося Ему народа». В свете данного определения, отступниками считаются лица, умышленно распространяющие учения (упрямо придерживающиеся учений и упрямо говорящие об учениях), противоречащие библейской истине (как её представляет «верный и благоразумный раб» и как её исповедуют свидетели Иеговы), то есть отступнику совершенно необязательно исповедовать свои убеждения публично; для обвинения кого-либо из свидетелей Иеговы в грехе отступничества достаточно, если последний осведомит о своих убеждениях не менее двух членов собрания, в том числе старейшин. Если факт отступничества подтверждается, собирается правовой комитет. В случае, если подозреваемый в отступничестве свидетель Иеговы не пожелает отказаться от своих убеждений, он будет исключён из собрания.
Отчёт — индивидуальный ежемесячный отчёт возвещателя в письменном виде на специальном бланке о проделанной работе. Состав отчёта зависит от вида служения: для пионеров включает количество часов проповедования (для обычных возвещателей — только указание факта участия в служении); для всех возвещателей — число изучений Библии с интересующимися.

## П

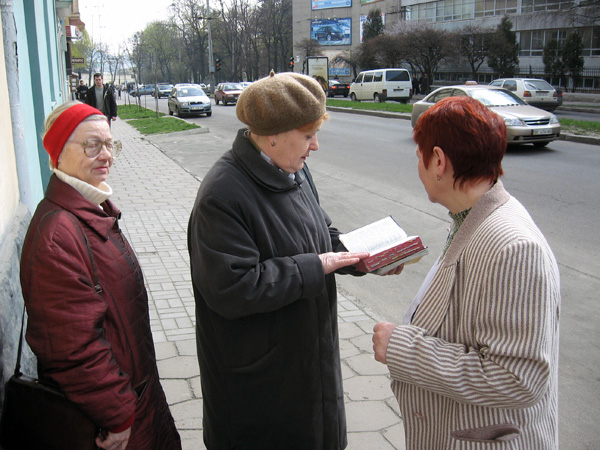
«Полевое служение» Свидетелей Иеговы на Украине

Пионер — тот, кто добровольно взял на себя обязательства расширенного проповеднического служения, посвящая ему определённое количество часов в месяц или год (в зависимости от вида пионерского служения).
Подсобный пионер — пионер, проповедующий 30 часов в месяц.
Помазанник — один из 144 000 человек, помазанных Святым Духом Бога со дня Пятидесятницы 33 года н. э. Только помазанники имеют право принимать от символов во время Вечери воспоминания смерти Иисуса Христа (Вечери Господней). Только помазанники имеют надежду на жизнь после смерти на «небе». Иногда применяется термин «класс Иоанна».
Правовой комитет — внутренний судебный орган в собрании свидетелей Иеговы. Занимается расследованием проступков членов и вынесением решений о применении к ним дисциплинарных мер (исключение либо порицание), он же занимается и восстановлением ранее исключённых. Правовой комитет состоит из старейшин и его состав меняется в зависимости от каждого конкретного случая правонарушения. При заседаниях старейшины пользуются книгой «Внимайте себе и всему стаду», а также (при необходимости) инструктивными письмами из филиала.
Принимать от символов (также участвовать в Вечере) — есть хлеб и пить вино на Вечере воспоминания смерти Иисуса Христа. Символы принимают только те свидетели Иеговы, которые считают себя помазанными святым духом Бога. Общее число принявших от символов на Вечере воспоминания в 2008 году составило 9986 человек по всему миру, в то время как число присутствовавших составило 17 790 631 человек.
Проповедническое служение или Полевое служение — разговоры о Боге с теми, кто не является Свидетелем Иеговы. Этот термин не используется в смысле церковного богослужения.
Публичная встреча — часть программы на общем еженедельном собрании свидетелей Иеговы, во время которой произносится речь на библейскую тему. Планы речей, произносимых на публичной встрече, предоставляются организацией.

## Р
Разъездной надзиратель — зональный, областной и районный надзиратели. Старейшины, которые постоянно переезжают с одного места в другое. Как и специальные пионеры, принадлежат к группе полновременных служителей. Они находятся на содержании религиозной организации.
Район — территориальная единица свидетелей Иеговы, состоящая из нескольких, как правило от 15 до 20 собраний, находящихся под надзором районного надзирателя.
Районный надзиратель — разъездной надзиратель, который служит в собраниях составляющих один район, посещая каждое из них два раза в год на одну неделю. Он проверяет документацию собрания, выступает с речами, участвует в проповедническом служении с местными свидетелями Иеговы, проводит встречи с пионерами, старейшинами и служебными помощниками.
Руководящий совет — высший руководящий орган свидетелей Иеговы.

## С
Сектантство — разновидность отступничества (Титу 3:10-11, НМ).
Система вещей или нечестивая система вещей или злая система вещей — окружающая нас действительность. Иногда — перевод библейского термина «мир сей», то есть мир, лежащий во власти Дьявола (1 Иоанна 5:19).
Служебная встреча — часть программы на общем еженедельном собрании свидетелей Иеговы, во время которой обсуждаются различные вопросы, связанные с их проповеднической деятельностью.
Служебный комитет собрания — исполнительный орган в собрании, состоящий из координатора, секретаря собрания и служебного надзирателя. Занимается решением текущих организационных вопросов собрания — ведением различной документации, заказом литературы, формированием групп для проповеднического служения и т. п. Подотчетен совету старейшин собрания.
Служебный помощник — мужчина, назначаемый для того, чтобы помогать старейшинам собрания выполнять обязанности связанные с обслуживание Зала Царства, ведением документации, заказом и выдачей литературы. Способных служебных помощников могут привлекать и к обязанностям связанным с обучением и духовным наставлением членов собрания (в синодальном переводе Библии используется термин «диакон»).
Служитель группы для проповеднического служения — руководитель одной из групп для проповеднического служения, если он не является старейшиной. Как правило, служителями группы для проповеднического служения являются служебные помощники или другие способные свидетели Иеговы.
Собрание — первичная организация, состоящая из свидетелей Иеговы живущих в одном районе, численностью от 70 до 120 человек. Руководит собранием совет старейшин. Каждое собрание проводит в течение недели две общие встречи, организует проповедь на принадлежащей ему территории. Подчиняется головной религиозной организации свидетелей Иеговы (филиалу) в своем государстве.
Специальный пионер — пионер, проповедующий не менее 130 часов в месяц. Находится на содержании организации свидетелей Иеговы.
Старейшина — духовно зрелый мужчина, выполняющий роль руководителя, наставника и пастыря. Перевод греческого слова, означающего старший по возрасту или по положению (в синодальном переводе «пресвитер»).
Статья для изучения — статья из журнала «Сторожевая башня», предназначенная для изучения на одной из еженедельных встреч собрания свидетелей Иеговы. В этой статье все абзацы пронумерованы, к каждому абзацу прилагается один или несколько вопросов, в обсуждении которых участвуют все желающие из присутствующих на встрече.

## Т
Теократия — способ осуществления власти (от греч. θεος — бог и κρατειν — управлять), при котором верховным правителем является Бог, а на земле имеется его уполномоченное представительство, которое и осуществляет власть. В случае свидетелей Иеговы — это Руководящий совет (как представитель класса «верного и благоразумного раба») и его представители (зональные, областные и районные надзиратели, члены комитетов филиалов и надзиратели местных собраний). Небиблейский термин, однако имеет библейские прецеденты (древний Израиль, собрание христиан I века).

## Ф
Филиал — административная структура в организации свидетелей Иеговы, руководящая деятельностью собраний на территории какой-либо страны (или нескольких стран). В филиалах осуществляется надзор за делом проповеди, служением старейшин, служебных помощников, пионеров и разъездных надзирателей. Филиал ведет переписку с собраниями, занимается переводом литературы на языки страны, в которой находится, координирует её заказы и доставку. В отношениях с государственными органами выступает в качестве представителя организации свидетелей Иеговы, занимается всеми юридическими вопросами и делами, связанными с её деятельностью. Подчиняется непосредственно Руководящему совету свидетелей Иеговы.

## Х
«Христианские Греческие Писания» или «Греческие Писания» — название второй части «Перевода нового мира», в которую входят книги от Матфея до Откровения, традиционно называемые в христианстве «Новый Завет». См. также структура «Перевода нового мира».

## Ц
Царство — «небесное» правительство во главе с Иисусом Христом, осуществляющее принцип теократии. По вероучению свидетелей Иеговы существует с 1914 года, в настоящее время правит на «небе», а после Армагеддона вступит в правление и над землёй и будет состоять из Иисуса Христа и 144 000 помазанников, воскресших на «небе» (Откровение 14:1).

## Ш
Школа теократического служения (ШТС) — часть программы на общем еженедельном собрании свидетелей Иеговы, во время которой каждому отдельному учащемуся школы помогают развивать навыки в публичном чтении, ораторские и учительские способности.
Школа пионерского служения — шестидневный курс специальной теоретической и практической подготовки для пионеров. Проходит 1 раз в год.
Школа священного служения — курс специальной теоретической подготовки для старейшин (в сокращенном варианте — и для служебных помощников) свидетелей Иеговы. Проходит, как правило, 1 раз в 2-3 года. До января 2015 года в русском языке использовалось название «Школа царственного служения».
Школа усовершенствования служения (ШУС) — старое название «Библейской школы для неженатых братьев» (БШНБ).
Школа благовестников Царства (ШБЦ) — двухмесячный учебный курс, предназначенный для полновременных служителей (независимо от семейного положения и пола).

### Комментарии
1. ↑  До 2023 года норма для общих пионеров составляла 840 часов в год, то есть в среднем около 70 часов в месяц.
2. ↑  До 2023 года норма часов для подсобных пионеров составляла 50 часов в месяц.